# Sao Dực

Bản đồ sao Dực

Sao Dực (tiếng Trung: 翼宿, bính âm: Yì Xiù; Hán-Việt: Dực tú) là một trong nhị thập bát tú của chòm sao Trung Quốc cổ đại. Nó là một trong những chòm sao nằm ở phương nam của Chu Tước.

## Quần sao
| Hán-Việt | Trung | Chòm sao             | Số lượng sao | Ý nghĩa                                                               |
| -------- | ----- | -------------------- | ------------ | --------------------------------------------------------------------- |
| Dực      | 翼    | Cự Tước/Trường Xà    | 22           | Cánh chim Chu Tước.                                                   |
| Đông Âu  | 東甌  | Tức Đồng/Thuyền Phàm | 5            | Địa danh, xem Đông Âu. Nay là khu vực Ôn Châu-Thai Châu, Chiết Giang. |